# Герниорафия

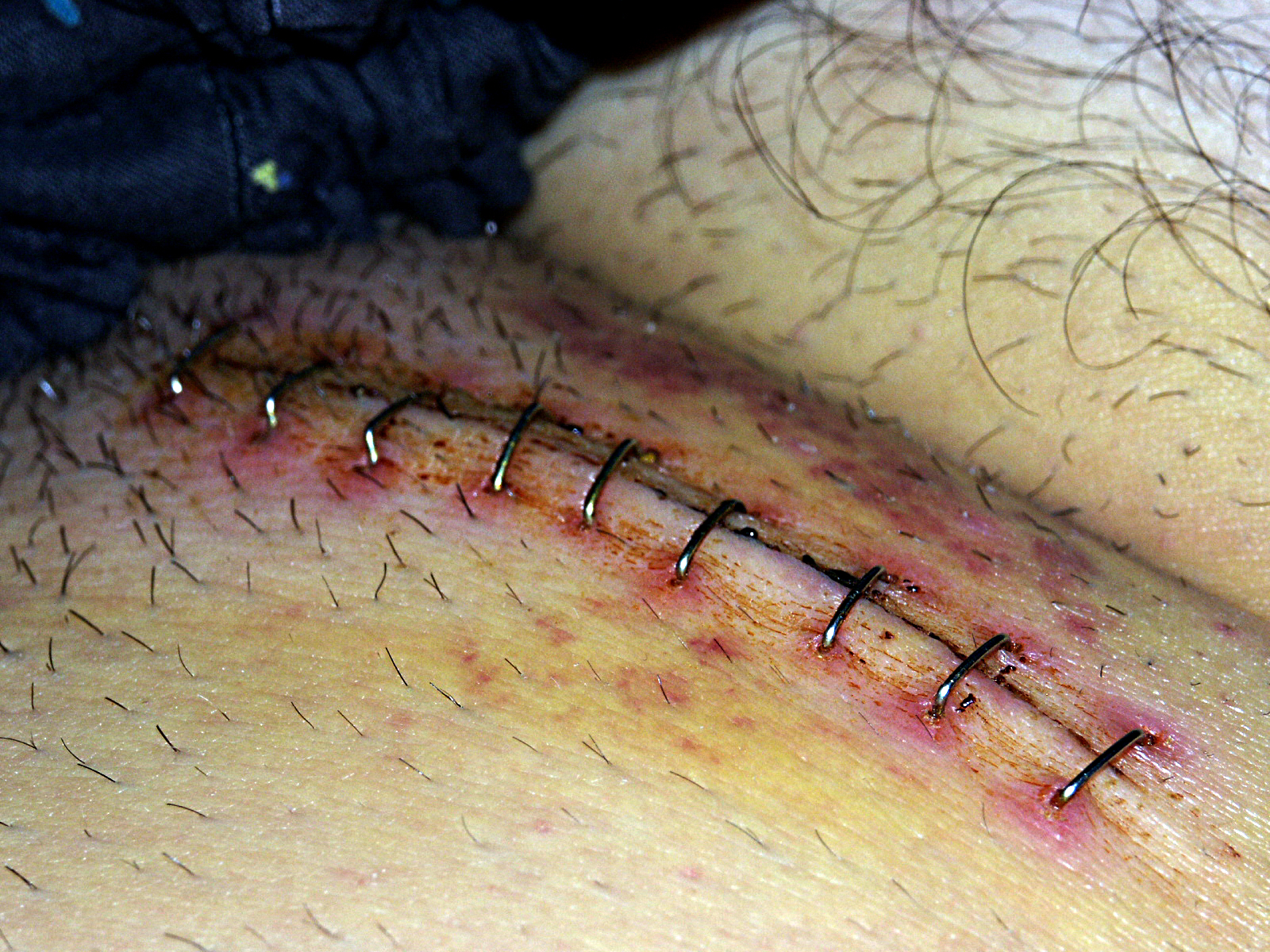
Шрам после герниорафии.

Герниорафия — хирургическая операция по лечению грыжи брюшной стенки. Хирургический способ лечения грыжи является единственно возможным. Операция при грыже состоит из двух основных этапов — грыжесечения, которое включает в себя иссечение грыжевого мешка и пластику, которая включает в себя закрытие грыжевых ворот. Все методики можно разделить на две группы: натяжные и ненатяжные (tension free).
Грыжа брюшной стенки — это выхождение внутренних органов, покрытых брюшиной, через естественное или патологическое отверстие в мышечно-апоневротическом слое брюшной стенки. Латинский термин hernia означает разрыв части структуры. Грыжи могут возникать в любой области передней брюшной стенки. Грыжи выделяют врожденные и приобретенные, первичные и послеоперационные (в месте ранее выполненного оперативного вмешательства).
Грыжи — одно из самых распространенных заболеваний человека, которое наблюдается у 2—4 % всего населения Земли.
В литературе используется два основных термина для оперативного лечения грыжи — «герниопластика» (hernioplasty) — пластика грыжи) и «грыжесечение» (herniotomy — удаление грыжи). Более оправдано называть операцию грыжесечением с указанием способа пластики передней брюшной стенки.

## История
Переворот в хирургии паховых грыж был совершен E. Bassini в 1889 г., предложившим патогенетически обоснованный способ их лечения. С тех пор было предложено множество способов и методик лечения паховой грыжи. Однако все они в той или иной мере основывались на способе E. Бассини. Общим недостатком всех методов грыжесечений, основанных на классической методике Бассини, является то, что при сшивании тканей (апоневротических, мышечных и связочных), происходит их довольно сильное натяжение, что приводит в ряде случаев к прорезыванию швов, формированию неполноценного рубца и в дальнейшем способствует рецидиву грыжи.

В связи с этим в 40-х годах XX в. был предложен метод, так называемой многослойной пластики по Шоулдайсу (Shouldice), который в настоящее время является «золотым стандартом» в лечении грыж местными тканями.

Начиная с 1984 г., в клинике Lichtenstein начали выполнять оперативные вмешательства по новой методике, названной «tension free» («без натяжения»). Основной принцип данной методики — укрепление всей задней стенки пахового канала синтетическим имплантатом.
В настоящее время можно утверждать, что способ Лихтенштейна стал одним из современных оптимальных методов лечения паховых грыж. Основные его преимущества:
- значительно меньший риск развития рецидива грыжи;
- простота техники операции, что позволяет широко использовать её в амбулаторной практике;
- меньшая травматизация тканей обусловливает незначительный дискомфорт, менее выраженные болевые ощущения в послеоперационном периоде;
- сокращение сроков выздоровления, периода нетрудоспособности;
- возможность выполнения операции под местным обезболиванием.

По мере развития и внедрения технологии лапароскопической хирургии в 90-х годах прошлого века был предпринят ряд успешных попыток совместить лапароскопический доступ с методом протезирующей пластики. Суть операции заключается в безнатяжном укреплении задней стенки пахового канала путём эндоскопической имплантации сетки. Выделяют два метода: «трансабдоминальная преперитонеальная пластика» (TAPP) и «тотал экстраперитонеальная пластика» (TEP). Новым, но пока не таким распространенным методом лапароскопической герниопластики является способ лапароскопической герниорафии по методу Р. В. Мяконького.

## Классификация способов лечения грыж
В настоящее время известно свыше 300 оперативных способов и модификаций лечения грыж передней брюшной стенки. С целью устранения грыжевого дефекта разработаны многочисленные методики — от простых аутопластических способов за счет собственных тканей больного до сложных реконструктивных операций с использованием искусственных материалов. Исходя из этого, все способы хирургического лечения грыж передней брюшной стенки объединяются в две группы:
1. пластика собственными тканями
2. пластика с использованием дополнительных материалов.

Все дополнительные материалы в зависимости от происхождения делятся на:
1. Аутологичные (взятые в пределах организма пациента)
2. Аллогенные (взятые в организме одного вида с организмом пациента)
3. Ксеногенные (взятые из организма другого вида)
4. Эксплантаты (небиологические ткани — протезы)
5. Комбинированные (сочетание биологической и небиологической ткани)

В первой группе наиболее распространены способы создания апоневротических и мышечно-апоневротических дупликатур.

## Лапароскопическая герниопластика
Операция выполняется под эндотрахеальным наркозом в условиях миорелаксации. Для стандартной процедуры используется 3 доступа. Первый 10 или 5 мм, около пупка для введения лапароскопа. Второй 5 мм, справа и ниже от пупка - основной рабочий порт для введения герниостеплера и других инструментов. Третий 5 мм слева ниже пупка для введения зажима.
С помощью специальной иглы в брюшную полость вводится углекислый газ до достижения давления 12 мм рт.ст. Осматривается вся брюшная полость, а также сама грыжа, устанавливается её вид и форма. Пациента переводят в положение Тределенбурга с целью освобождения зоны паховых и бедренных связок с обеих сторон. У женщин проводится ревизия органов малого таза. На основании лапароскопического осмотра грыжи врач выбирает метод герниопластики.
Далее ножницами дугообразно рассекается брюшина, огибая паховые ямки. Содержимое грыжевого мешка уходит в брюшную полость. Тупым инструментом грыжевой мешок отделяется от семенного канатика и поперечной фасции. Затем в зависимости от формы грыжи (бедренная или паховая) моделируется полипропиленовая сетка, обрезается по необходимым размерам для закрытия грыжевых ворот и фиксируется герниостеплером.
Закрытие дефекта (сеткой) выполняется изнутри брюшной полости, что повышает надежность защиты пахового канала или брюшной стенки при повышении внутрибрюшного давления. Кроме того, это способствует более быстрому заживлению. Операция проходит без рецидивов (повторных проявлений) и обеспечивает максимально быстрое восстановление после операции.
Возможен комбинированный метод, при котором выделение и ушивание грыжевого мешка проводится через кожный разрез, а пластика сеткой лапароскопическим доступом. Применяется он при больших размерах грыжевого мешка и пахово-мошоночных грыжах, когда лапароскопическое выделение грыжевого мешка затруднительно, технически невозможно или неоправданно травматично.
Экономически выгодным, малотравматичным и эстетически привлекательным видом лапароскопической герниопластики является метод герниорафии по методу Р. В. Мяконького.

## Сравнение методов герниопластики
Преимущества лапароскопического метода состоят в уменьшении травматичности операции и послеоперационного периода, возможность выполнения симультанных вмешательств на органах брюшной полости (холецистэктомия) и герниопластики с двух сторон, раннем возвращении больных к активной деятельности, хорошем косметическом эффекте.
При лечении вентральных грыж натяжные методы (местными тканями) в настоящее время неактуальны. Абсолютное большинство операций производится с использованием сетчатых имплантатов. В зависимости от расположения сетки относительно слоев передней брюшной стенки выделяют четыре группы:
- надапоневротическая фиксация протеза («Onlay»). В этом случае производится сшивание дефекта апоневроза край в край, а затем поверх шва укладывается протез и подшивается к апоневрозу;
- подапоневротическая (ретромускулярная и предбрюшинная) фиксация протеза («Sublay»). Края апоневроза после фиксации протеза к брюшине или задней стенке влагалищ прямых мышц живота сшиваются между собой край в край;
- под методикой «Inlay» понимается пластика дефекта брюшной стенки протезом (частично или полностью) без его закрытия тканью апоневроза. Способ Rives-Stopp является вариантом методики и заключается в расположении краев протеза ретромускулярно или преперитонеально. Эта методика применяется в основном в тех ситуациях, когда свести края грыжевых ворот невозможно или опасно из-за возможности развития сердечно-легочных осложнений, связанных с уменьшением объема брюшной полости;
- внутрибрюшная фиксация протеза (intraperitoneal onlay mesh — «IPOM»). В этом случае протез фиксируется без отграничения от внутренних органов. Основным условием данного вида пластики является использование неадгезивных многослойных сетчатых протезов (покрытых слоем противоспаечного компонента — окисленной регенерированной целлюлозы).

Последний способ расположения сетки в настоящее время почти всегда выполняется лапароскопическим методом.
Лапароскопическая гернипластика по методу Р. В. Мяконького является способом герниорафии, не требующей использования сетчатых эндопротезов.

### Осложнения
Внедрение синтетических протезов в качестве пластического материала в хирургии явилось причиной появления новых осложнений, ранее не отмечавшихся при грыжесечениях с пластикой аутотканями:
1. Миграция протеза в брюшную полость или просвет полого органа;
2. Образование кишечных свищей;
3. Образование кист в области расположения сетки;
4. Спаечная кишечная непроходимость при адгезии кишки и протеза;
5. Прорезывание швов в местах фиксации протеза с образованием рецидива или ущемления полого органа;
6. Отторжение эксплантата.

### Использование дополнительных пластических материалов
При пластике с использованием дополнительных пластических материалов наибольшее распространение получила пластика синтетическими сетчатыми имплантатами (сетчатыми протезами, сетками).
История использования протезов насчитывает около 100 лет. Так, использовались металлические протезы (серебряные нити, тантал, нержавеющая сталь), неметаллические протезы (Поливиниловая губка, Нейлон, Силастик, Политетрафлюороэтилен (PTFE), Углеродистое волокно, Полиэстеровая сетка, Полипропиленовая сетка). В современной герниопластике используют также сетчатые имплантаты с нитиноловым каркасом, которые благодаря новейшей методике нет необходимости фиксировать (пришивать) и натягивать. Нитиноловая рамка сохраняет их форму и облегчает процесс установки.
Самыми распространенными являются полипропиленовая сетка и политетрафлюороэтилен (PTFE).
Разновидности протезов: 

В настоящее время сетчатые протезы делятся на пять групп, в зависимости от плотности (веса), измеряющегося в г/м²
- Сверхтяжёлые (100 г/м² и более).
- Тяжёлые (70 — 100 г/м²). SPMM, Prolene, Premilene Mesh, Parietene.
- Средние (50-70 г/м²)
- Легкие (25 — 50 г/м²): Vypro, Vypro II, Ultrapro.

 — простые;
 — композитные;
- Сверхлегкие (> 10 г/м²). Ti-mesh Extralight, DDome.

### Лапароскопические методы в сравнении с открытой хирургией
Преимущества
- Более быстрая реабилитация
- Меньше боли в первые дни
- более ранняя реабилитация больных

Недостатки
- более длительное время операции
- необходимость проведения общей анестезии
- ограниченные показания